# Alfred Maseng
Alfred Maseng Nalo (zm. 18 listopada 2004) – vanuacki polityk, przez miesiąc w 1994 roku prezydent tego kraju. Działacz konserwatywnej Unii Partii Umiarkowanych.
Jako przewodniczący parlamentu przez miesiąc był p.o. prezydenta (30 stycznia – 2 marca 1994) po upływie kadencji Fredericka Timakaty, a przed wyborem Jeana-Marie Leye. W latach 1995–1996 minister spraw zagranicznych.
12 kwietnia 2004 w czwartej rundzie głosowania elektorskiego został wybrany na prezydenta Vanuatu, jako następca Johna Baniego (tymczasowo obowiązki prezydenta pełnił Roger Abiut), w bezpośrednim głosowaniu pokonał Kalkota Mataskelekele w stosunku głosów 41 do 16. Wkrótce jednak wyszła na jaw kryminalna przeszłość prezydenta (Maseng zamieszany był w aferę korupcyjną i pranie brudnych pieniędzy), czego efektem było odwołanie go przez Sąd Najwyższy ze stanowiska po zaledwie miesiącu urzędowania (11 maja).
Alfred Maseng zmarł kilka miesięcy po odwołaniu w szpitalu na północy kraju, przyczyna jego śmierci pozostała nieznana.